# 진회

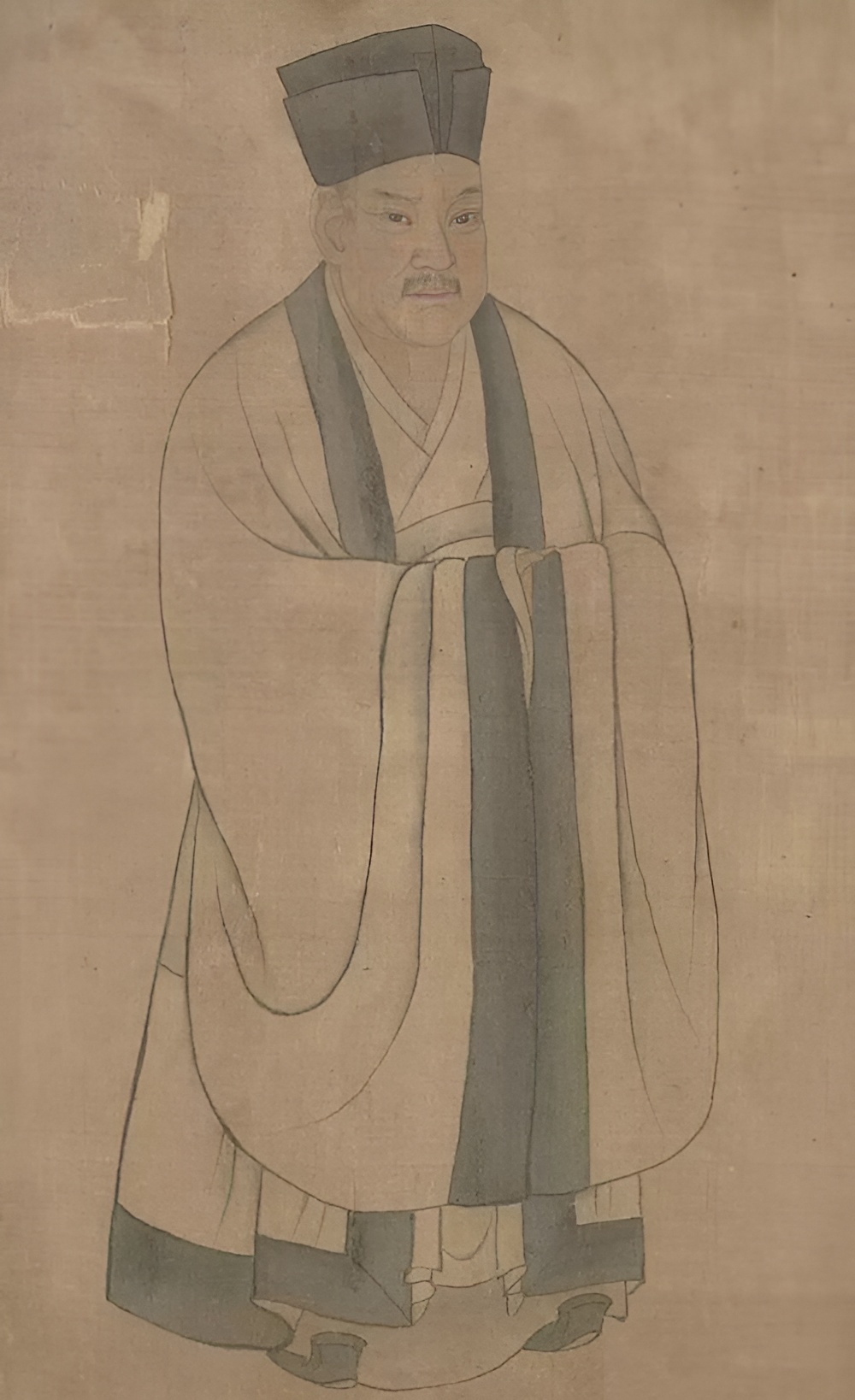
진회

진회(秦檜, 1091년 1월 17일 ~ 1155년 11월 18일)는 남송의 재상으로 자는 회지(會之)이며 현재의 난징인 강녕(江寧) 출신이다. 금나라와의 외교 정책에 있어 화평을 진행하고, 강화를 주창하였지만, 그 과정에서 주전파인 악비와 한세충 같은 군벌을 탄압하고, 그 후도 스스로의 권력 유지를 위해 공포 정치를 동반했기 때문에, 후세에 매국노, 즉 한간(漢奸)으로 지탄받았다.

## 약력
1115년 과거에 합격하고 순조롭게 출세했다. 1127년 정강의 변(금나라가 송나라를 멸망시키고 휘종, 흠종 황제를 끌고 간 사건)이 발생하고 진회와 많은 신하들이 포로 신분으로 같이 끌려가게 된다.
정강의 변으로 화북지역을 점령한 금나라는 화북 통치를 위해 꼭두각시 국가인 초나라를 세울려고 했지만, 진회는 이것을 맹렬히 반대를 했기 때문에 금나라 수뇌부에 의해 북으로 압송되었다. 이때 금나라의 중신이 달려와 밀약을 맺고, 남송의 주전론을 억누르고 화친을 결정했다고 소문을 흘린 후에 풀려났다.
1130년, 진회는 금나라를 탈출해 가까스로 남송의 황제 고종에게 도착했다. 고종은 진회가 돌아온 것을 보고, 상당히 즐거워하며, 당일로 예부상서에 임명하고, 다음해에는 재상에 임명한다. 그 후 일시적으로 재상에서 파면되기도 하지만 곧바로 복귀하고 금나라와의 화평교섭 추진에 노력을 다했다.
정강의 변에 끌려갔던 진회 자신도 힘을 갖추지 못한 대책없는 주전론에 의한 피해자였으며, 악비를 비롯한 강경파 주전론자를 극도로 경계하였다.
당시는 금과의 교전에서 공을 세운 악비 등의 군벌 세력이 대두하고 있었고, 주화파의 진회를 비판했다. 이에 진회는 군벌 간의 알력을 이용하여, 군벌의 힘을 견제하고, 그 군대를 중앙군에 편입하여 주전파들을 숙청하였다.

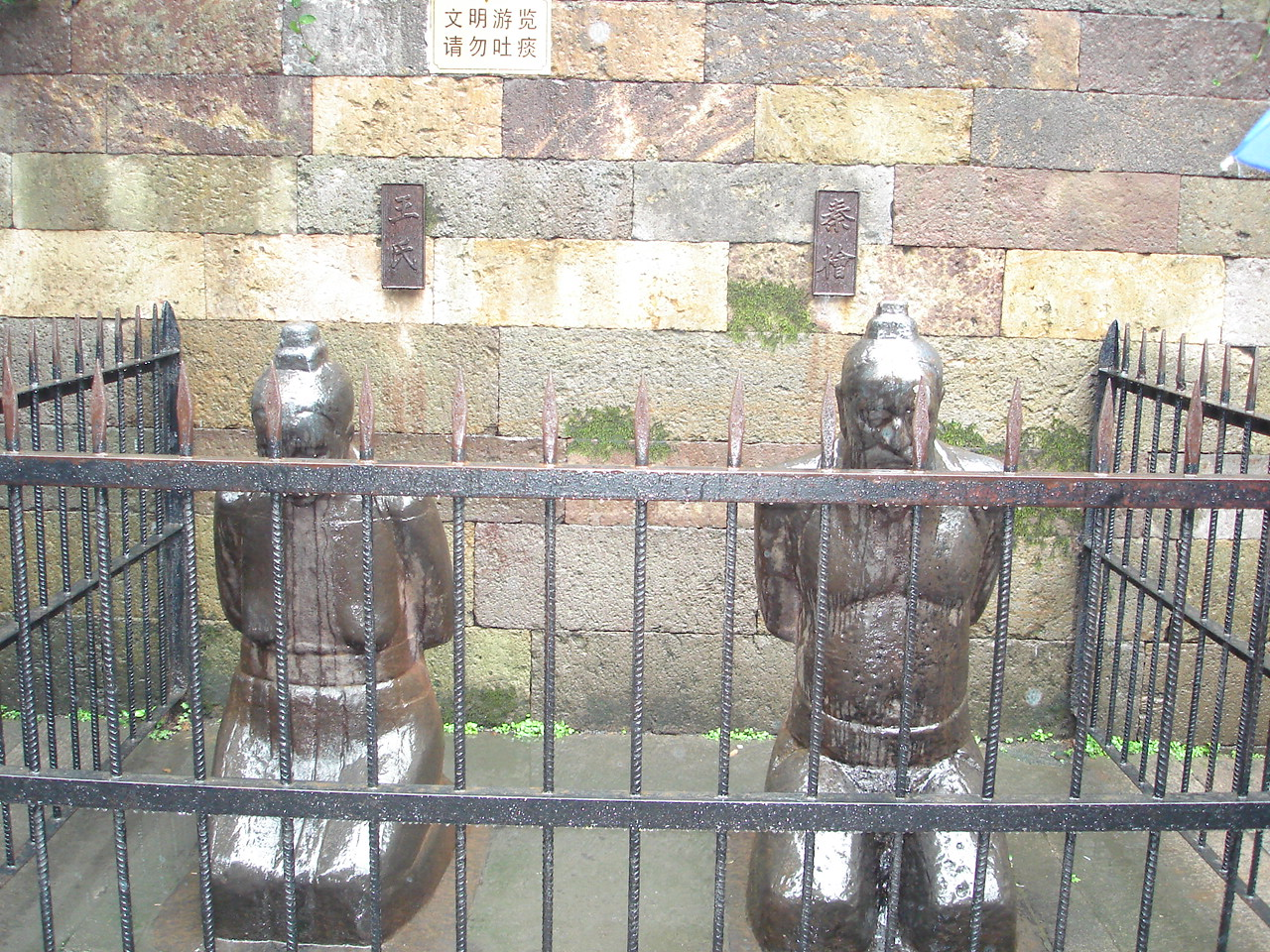
무릎꿇은 진회 부부의 동상 (악왕묘)

1141년, 화친을 반대하고 전쟁을 주장하는 주전파를 탄압하고 관직으로부터 추방하였다. 특히 당시의 구국의 영웅이라고 일컬어 졌던 악비를 반역죄로 몰아 처형했다. 그는 "분명하지는 않지만 그럴 만한 일이 있을 것이오"(其事體莫須有)라는 말로 처형의 이유를 한세충에게 설명했다. 이것이 후에 그 평가를 현저하게 낮추는 이유가 된다.
주전파를 억눌렀던 진회는 다음 해 1142년에 드디어 금과의 화친을 추진시킨다. 그러나, 이 화친은 양국의 역관계를 반영한 결과를 초래하게 된다. 화친조약으로 황하 강 이북의 땅을 금나라에게 양보했을뿐만 아닌 매년 25만냥의 은과 25만필의 비단을 조공바쳐야했고, 남송의 황제가 금의 황제한테 '신하의 예'를 취한다는 것이 화친조약의 주요 내용이었다.
이 때문에 그 후에 진회는 매국노, 즉 한간(漢奸)으로 지탄받았고, 그 후에도 진회에 대한 비난은 그치지 않았지만, 남송의 재상이었던 진회는 그러한 반대파에 대해서는 철저한 탄압을 하는 공포 정치를 펼쳐 반대파에 대한 강경 탄압을 한다.
1155년, 재상에 있은 지 20년 만에 66세로 사망했다. 사망하자 신왕(申王)으로 추증하였고 충헌(忠獻)이라는 시호를 내렸다. 1206년, 남송(南宋) 영종(寧宗) 개희(開喜) 2년 4월에 왕작(王爵)이 추탈되어 시호를 유축(謬丑), 그 뒤인 1254년, 남송 이종(理宗) 보우(寶祐) 2년 2월에 시호를 유한(謬狠)으로 고쳤다.
그리고 그 후손이 진대사, 진승은, 진승업, 진요증, 진념증이라고 한다.

## 평가
진회는 사후, 매국노라는 오명을 뒤집어 썼다. 당시의 상황에서 군사력이 약한 남송의 현실적인 처세였다는 판단에도 불구하고, 악비를 숙청하여 처형시킨 행위가 후세에 엄청난 비난의 대상이 되었기 때문이다. 진회 자신도 악비를 죽인 것에 대하여는 상당히 번민하였지만 아내의 재촉을 받고 죽일 것을 결의하였다고 한다. 그 때문에 악비를 죽인 진회 부부는 아직도 악왕묘에 포박된 채로 꿇어 앉아서 전시되고 있다. 옛날 중국에는 이 상에 침을 뱉거나 차는 습관이 있었으나, 지금은 침을 뱉거나 차서는 안 된다는 안내가 붙어 있다.
남송이 망한 이후에도 악비가 영웅시되었으며, 그에 반해 진회의 악명은 점점 높아져 매국노의 대명사로서 다루어졌다. 지금도 중국인들은 이름에 회(檜)를 쓰지 않는다.
일설에 따르면 유탸오가 진회에 불만을 가진 민중이 밀가루 반죽으로 진회의 모습을 만들어 튀겨 먹었던 것에서 유래했다고 한다.
2000년대에 들어서, 중국에서 외부 민족의 역사를 끌어안아 중국의 일부로 만들어 버리는 역사공정 작업이 활발해 짐에 따라, 송을 정복한 금나라 역시 중국 역사의 일부로 인정되면서, 지금까지의 평가와는 반대로 대항자 악비가 절하되고, 진회는 유연한 외교로 국가를 대환란에서 구한 인물로 평가받고 있다. 그러나 일반 시민들의 평가는 예전과 크게 차이가 없으며, 악왕묘 역시 그대로 유지되는 중이다.

## 같이 보기
- 악비
- 주동
- 한세충
- 한간